# Pirovszkoje
Pirovszkoje (oroszul: Пировское) falu Oroszország ázsiai részén, a Krasznojarszki határterületen, a Pirovszkojei járás székhelye.
Népessége: 3007 fő (a 2010. évi népszámláláskor).

## Elhelyezkedése
Krasznojarszktól 249 km-re északnyugatra, a Jenyiszej bal partján vezető Krasznojarszk–Jenyiszejszk főúttól 90 km-re helyezkedik el, melyhez bekötőúttal kapcsolódik. A legközelebbi vasútállomás 18 km-re van, az Acsinszk–Leszoszibirszk vasútvonalon. Sík, erdős területen fekszik, 159 m tengerszint feletti magasságban.
Téglából épített kis pravoszláv templomát 1909-ben szentelték fel. Az 1930-as években bezárták, 1996-ban adták vissza az egyháznak.  2011-ben kis mecsetet nyitott a falu muzulmán közössége.